# Georg Broel
Georg Broel (* 8. Mai 1884 in Bad Honnef; † 11. Mai 1940 in München) war ein deutscher Maler und Radierer.

## Biografie
Nach dem Besuch der Honnefer Volksschule und der Höheren Privatschule Kalkuhl in Oberkassel war er von 1901 bis 1902 als Holzkaufmannvolontär in München und Regen (unter anderem bei Gebr. Freundlich) tätig, wobei er den Maler Albert Weisgerber (1878–1915) kennenlernte. 1904 diente er als Freiwilliger im Bayerischen Infanterie-Leibregiment und 1908 begann er ein Studium an der Kunstgewerbeschule München bei Maximilian Dasio. Im gleichen Jahr studierte Broel in der Malklasse von Hermann Groeber (1865–1935) an der Münchener Akademie und wurde Mitglied der Freien Gruppe Düsseldorf unter anderem mit Albert Welti und Heinrich Reifferscheid. Nach dem Tod des Vaters am 31. März 1908 übernahm Broel dessen Geschäfte, kehrte aber 1909 nach München zurück, wo er auch sein Studium fortsetzte.
1910 hatte er die erste Ausstellung mit Karl Haider, Edmund Steppes und Heinrich Reifferscheid in Wiesbaden und Dresden. Er beteiligte sich als Mitglied der Münchner Künstlergenossenschaft ab 1910 mehrfach an der Münchner Kunst-Ausstellung. Am 6. Juni 1911 heiratete er Alexandra (Schura) Korsakoff, eine russische Künstlerin. Broel wohnte in der Folgezeit in Schleißheim und in Dachau, dann ab Oktober 1914 in München-Schwabing, anfangs in der Bismarckstraße, später in der Agnesstraße. 1914 im Ersten Weltkrieg war Broel Offizier des List-Regiments in Flandern. Einige Zeichnungen mit diesem Zeitbezug wurden veröffentlicht im „Simplicissimus“ und in den „Meggendorfer Blättern“. 1915 erschien der Zyklus Frühlings-Sinfonie bei Bruckmann in München. Nach dem Krieg erfolgte am 12. Februar 1919 die Scheidung von Alexandra Korsakoff.
In der Zeit des Nationalsozialismus war Broel Mitglied der Reichskammer der bildenden Künste. Für diese Zeit ist seine Teilnahme an 18 Ausstellung sicher belegt, darunter 1937, 1938 und 1939 die Große Deutsche Kunstausstellung in München. Dabei erwarb 1937 Martin Bormann das Ölgemälde Hochwald (Öl auf Leinwand, 75 × 100,5 cm; heute in der Pinakothek der Moderne). 1938 erwarb Hitler alle drei ausgestellten Gemälde Broels.
Nach einem schweren Schlaganfall starb Georg Broel am 11. Januar 1940 in München. Er wurde am 15. Januar 1940 im Alten Teil des Münchner Waldfriedhofes bestattet. Die Grabstätte 41-3-0002 wurde im Jahr 1973 aufgelöst.

### Nachlass
1969 übertrug Broels Schwester Regina über 500 Grafiken und Zeichnungen aus dem Nachlass des Künstlers der Universitätsbibliothek Münster, 1974 ergänzt durch den Nachlass Regina Broels mit weiteren Konvoluten von Skizzen, Zeichnungen und Grafiken sowie Dokumente, Briefwechsel und Tagebücher.

## Ausstellungen und Veröffentlichungen (Auswahl)
- 1921: Mappe Das ist der Frühling der mein Herzbewegt! mit zwölf Gedichten von Nikolaus Lenau in einer Auflage von 100 Exemplaren vom Verlag Hoennicke, Berlin Charlottenburg
- 1925: Veröffentlichung der Wald-Symphonie mit Gedicht von Eichendorff im Fritz Heyder Verlag, Berlin-Zehlendorf
- 1927: Zyklus An die Heimat, Düsseldorf
- 1928 u. 1929: Jahresausstellungen der Bonner Künstlergemeinschaft von 1914 teil
- 1940: Nachlass-Ausstellung im Kunst- und Kunstgewerbeverein in Pforzheim
- 1947: Nachlass-Ausstellung vom 7. bis 28. September 1947 im Hotel Dell in Bad Honnef
- 1969: Beteiligung an der Ausstellung Deutsche Graphik der letzten 100 Jahre im Rheinischen Landesmuseum Bonn mit Blatt 7 der Wald-Symphonie
- 1970: Georg Broel 1884–1940, Gemälde und Graphik. Bad Honnef, 17. April bis 22. Mai 1970, eine von Regina Broel initiierte Ausstellung im Konzertsaal im Kurgarten
- 2007: Ausstellung im Kunstraum im Rathaus der Stadt Bad Honnef
- 2009: In der Ausstellung Die Bonner Künstler-Vereinigung 1914 werden zwei Radierungen von Georg Broel gezeigt, Stadtmuseum Bonn 30. April – 5. Juli 2009
- 2011: In der Ausstellung Blick auf den Rhein im Kunstraum Bad Honnef werden die Bilder Beim Drachenfels am Rhein und Die Pforte in der Immunitätsmauer von Kloster Heisterbach, jeweils gegenübergestellt mit einem aktuellen Foto des Motivs.

## Werk
Das künstlerische Werk Georg Broels umfasst Gemälde, Zeichnungen, Radierungen, Exlibris und kunstgewerbliche grafische Arbeiten. Hauptthema Broels sind Landschaften, insbesondere die des Siebengebirges und des Alpspitzmassivs.
Während im Werkverzeichnis bei den Radierungen noch etwa 50 Abbildungen fehlen und die Nummerierung noch vorläufig ist, sind die Exlibris fast vollständig erfasst, einschließlich der Farbvarianten und der Entwürfe und Vorzeichnungen von Hand. Die Nummerierung folgt der eigenen Liste Broels und dem ersten Werkverzeichnis von Klaus Witte. Daneben sind auf Broels Internetauftritt bislang etwa 120 Gemälde, Zeichnungen und Aquarelle bildlich und textlich dokumentiert.

### Radierungen
Georg Broels bedient sich ausschließlich der Ätzradierung und hier ganz reduziert auf deren Ausgangstechnik. Den Ätzprozeß hat Georg Broel in seinen Radierungen genau gesteuert, kräftige Linien – z. B. im Vordergrund – wurden länger, die lichten Linien dagegen nur kurz der Säure ausgesetzt. Broels Interesse an der Drucktechnik der Radierung lag in erster Linie in der Absicht der Vervielfältigung. Ein weiterer und von Broel sicher geschätzter Vorteil der Radierung ist ihr Ansehen als Originalgrafik, sie wird von Hand gedruckt und hat durch den Farbauftrag eine geradezu haptische Qualität. Der ökonomische Aspekt (besonderer Sammlerkreis und vergleichsweise gute Preise) war für Broel wichtig, mit speziellen Auflagen oder Varianten erreichte er ein breites Publikum. Von vielen Radierungen wurde eine kleine Auflage von etwa 20 Exemplaren vor dem Verstählen gedruckt, z. T. mit Remarquen, kleinen Randzeichnungen. Diese Drucke waren besonders gesucht und erzielten höhere Preise. Für die weiteren Auflagen wurden die Druckplatten verstählt, so konnten 100, 150 oder mehr Exemplaren abgezogen werden. Broel ließ u. a. in der Münchner Radierungs-Presse von Hans Amann drucken und arbeitete u. a. mit dem Bruckmann Verlag in München und mit Alfred Hoennicke in Berlin-Charlottenburg zusammen. Neben Einzeldrucken schuf Broel mehrere Mappenwerke mit 6, 10 und mehr Radierungen zu besonderen Themen, so die Zyklen Wald- und Frühlingssinfonie, An die Heimat und Immensee. Die Höhe der Druckauflagen ist nicht immer bekannt, von manchen gibt es nur wenige Handdrucke, andere haben durchnummerierte Auflagen. Die bisherigen Recherchen und die von Broels Schwester Regina angefertigten Nachlasslisten lassen etwa 170 Radierungen aus der Zeit von 1906 bis 1939 vermuten. Hinzu kommen 82 radierte Exlibris.

### ExLibris
Georg Broel schuf in den Jahren 1907 bis 1935 insgesamt 99 ExLibris. Es handelt sich in der Regel stets um Radierungen, bis auf einige Klischees und Holzschnitte aus den frühen Jahren, sowie sein letztes Exlibris von 1935 für Karl Hopf.
Die Darstellungen auf den Exlibris mit dichten dunklen Wäldern und weiten hellen Tälern spiegeln eine starke Naturverbundenheit Broels wider. Eine weitere Stärke von Broel liegt in den Remarquedrucken, die fast auf jeder Radierung in begrenzter Auflage zu finden sind. Ebenso gibt es von den Radierungen immer eine gewisse Anzahl zweifarbiger Drucke, so dass die Zahl der aufgeführten Exlibris weit überschritten werden kann, wenn ein Sammler auch die verschiedenen Zustände der Drucke sammelt.
Das neue Werkverzeichnis dokumentiert sämtliche Exlibris in Abbildungen und Beschreibungen, wo vorhanden einschließlich der Farbvarianten und der Entwürfe und Vorzeichnungen von Hand. Für das Verzeichnis konnte zurückgegriffen werde auf die Arbeit von Klaus Witte von 1984, das aber nur sehr wenige und zudem ungenaue Abbildungen enthielt, ferner auf Listen von Regina Broel und vor allem auf die von Georg Broel selbst, beide befinden sich in dem Nachlass Georg Broels in der Handschriftensammlung der Universitäts- und Landesbibliothek Münster. Die Nummerierung und Datierung der Exlibris folgt der Liste Broels, diese fertigte er 1919 maschinenschriftlich an und führte sie handschriftlich fort bis 1933 bis zur No. 98.

## Werke (Auswahl)

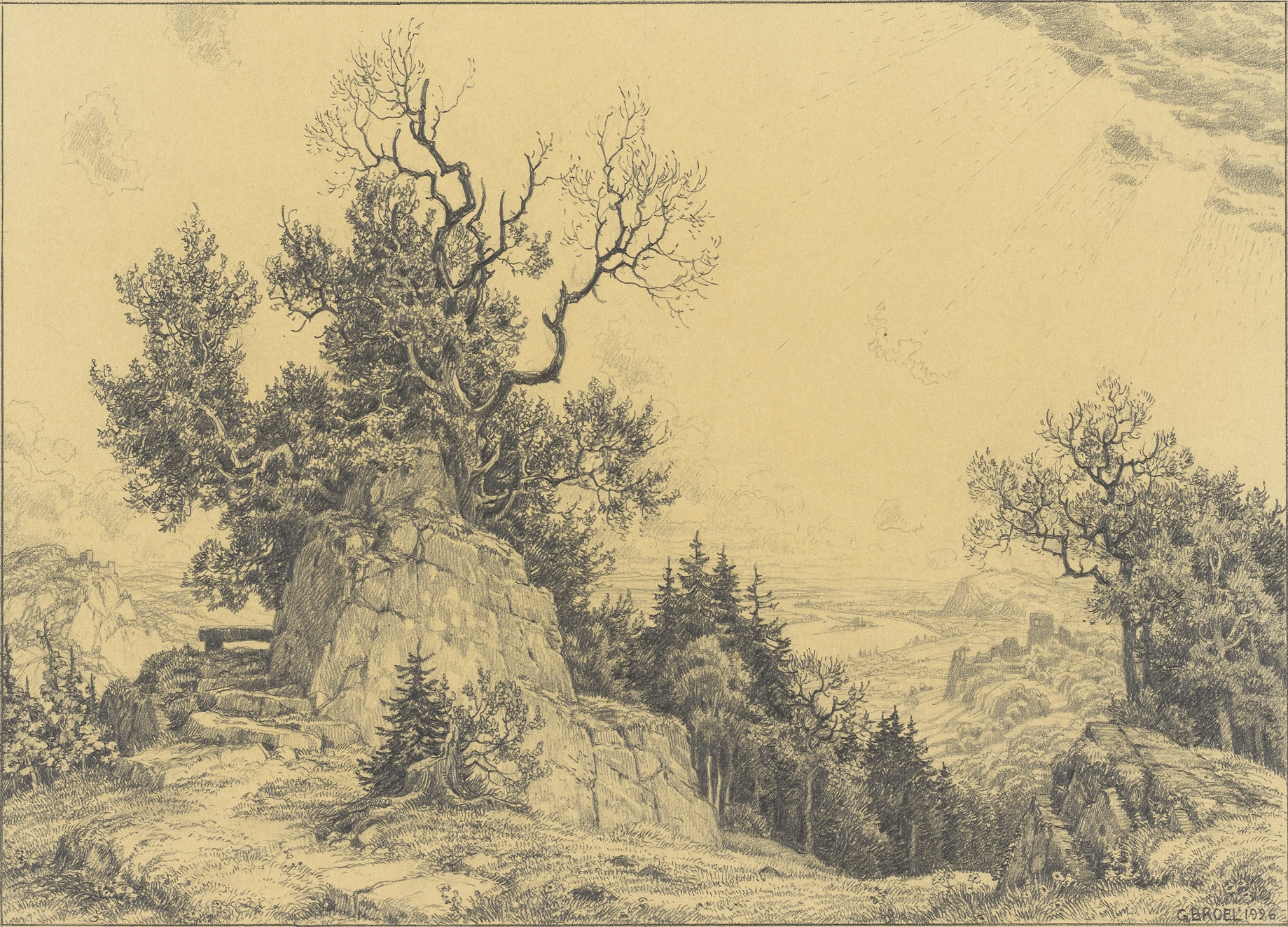
Zeichnung Im Rheinland (1926)

- Zyklus Frühlings-Sinfonie, 1916–1920, 13 Radierungen, Signatur unten links: „G.BROEL“, Städtische Galerie im Lenbachhaus München
- Landschaft, 1921, Radierung, 21,9 × 29,8 cm, Signatur unten rechts: „G. BROEL“, Winckelmann-Museum Stendal[5]
- Zyklus An die Heimat, 1923–1924, 11 Radierungen, Signatur unten links: „G.BROEL“, Städtische Galerie im Lenbachhaus München
- Im Rheinland, 1926, Zeichnung auf Papier, Blei gerandet, Signatur unten rechts: „G.BROEL“, Städtische Galerie im Lenbachhaus München[6]
- Lichtung, 1928, 65 × 48 cm, Städtische Kunstsammlung Institut Mathildenhöhe Darmstadt[7]
- Alm im Sonnwendgebirge, 1936, Öl auf Leinwand, 80 × 100 cm, Pinakothek der Moderne München[8]

## Belege
1. ↑  (Liste der Ausstellungen und der Exponate – bis 1931 im Glaspalast)
2. ↑  Martin Papenbrock Gabriele Saure (Hrsg.): Kunst des frühen 20. Jahrhunderts in deutschen Ausstellungen. Teil 1. Ausstellungen deutsche Gegenwartskunst in der NS-Zeit. VDG, Weimar, 2000; S. 400 und passim
3. ↑  (Klaus Witte, aus dem Vorwort zum Verzeichnis der ExLibris Georg Broels, erschienen 1984)
4. ↑  georgbroel.de
5. ↑  Georg Broel. In: nat.museum-digital.de. Abgerufen am 28. Mai 2024.
6. ↑  Georg Broel. In: lenbachhaus.de. Abgerufen am 28. Mai 2024.
7. ↑  Hans F. Schweers: Gemälde in Museen. Deutschland, Österreich, Schweiz. Band 1. Saur, München 2008, ISBN 978-3-598-24250-2, S. 188.
8. ↑  Georg Broel. In: pinakothek.de. Abgerufen am 28. Mai 2024.

| Personendaten    | Personendaten                |
| ---------------- | ---------------------------- |
| NAME             | Broel, Georg                 |
| KURZBESCHREIBUNG | deutscher Maler und Radierer |
| GEBURTSDATUM     | 8. Mai 1884                  |
| GEBURTSORT       | Bad Honnef                   |
| STERBEDATUM      | 11. Januar 1940              |
| STERBEORT        | München                      |